# Fortun ibn Qassi
Fortunius Casius, conegut pel seu nom àrab Fortun ibn Qassi, (710? - ?) fou un valí de Saraqusta d'orígens hispanoromans i ancestre de la dinastia dels Banu Qassi, senyors de la Vall de l'Ebre durant els segles viii, ix i principis del x.

## Antecedents familiars
Fortun ibn Qassi era el primogènit del comte Cassi, un noble terratinent hispanoromà dels últims anys del Regne visigot de Toledo. El seu nom de naixement fou Fortunius Casius (en català Fortuny Cassi) però se'l canvià quan el seu pare es convertí a l'islam el 714 i des de llavors el seu nom complet en àrab fou Fortun ibn Qassi ibn Fortun (àrab: فرتون بن قاسي بن فرتون, Furtūn ibn Qāsī ibn Furtūn).
Segons Ibn Hazm, historiador àrab del segle xi, els germans de Fortuny foren Abu-Thawr, Abu-Salama, Yunus i Yahya. El fet que tots els germans portin un nom musulmà menys el primogènit Fortuny fa que molts dels historiadors, com per exemple Alberto Cañada, creguin que Fortuny va néixer abans de la conversió del comte Cassi a l'islam mentre que els altres ho feren després del 714.

## Consolidació dels Banu Qassi; núpcies de Fortun
El seu pare va viatjar amb el conqueridor àrab de la península Ibèrica Mussa ibn Nussayr fins a Damasc per retre homenatge al califa omeia al-Walid I. De retorn, va pactar el prometatge del seu fill Fortuny amb Àïxa bint Abd-al-Aziz, neta alhora de Mussa ibn Nussayr i d'Egilona (viuda de l'últim rein visigot, Roderic), i descendent directe del profeta Mahoma a través de la seva filla Ruqayya, segons els sunnites.
Fortuny i Àïxa van tenir dos fills:
- Mussa ibn Fortun, governador d'Arnit (Arnedo), Tarasuna (Tarassona), a la aṯ-Ṯaḡr al-Aʿẓam o Frontera Suprema, i Saraqusta (Saragossa), es casà amb Ònnega, de la que no se sap gaire informació anterior però que s'havia casat en primeres núpcies amb Ènnec Ximenes,
- Zàhir ibn Fortun.

Sembla que a la mort del seu pare el comte Cassi, Fortuny va heretar les possessions de les terres entre Saragossa, Nàjera, Tudela i Tarassona i seria nomenat Valí de Saraqusta en nom del califa omeia de Damasc.